# 決闘トランスフォーマー ビーストウォーズ ビースト戦士最強決定戦
『決闘トランスフォーマー ビーストウォーズ ビースト戦士最強決定戦』（けっとうトランスフォーマー ビーストウォーズ ビーストせんしさいきょうけっていせん）は、1999年3月19日にタカラから発売されたゲームボーイ用対戦型格闘ゲームソフト。

## 概要
2頭身になった『ビーストウォーズ』シリーズのキャラクターが闘う、対戦格闘ゲーム。タカラから発売されていた「熱闘シリーズ」の流れを組んでおり、格闘ゲームのフォーマットなどはそれらを踏襲している。シリーズの特徴としてビーストモードに変身して闘うことも可能。ポケットプリンタに対応しており、キャラクターのイラストが描かれたメモ用紙や各キャラクターのコマンド表が印刷できる。また、スーパーファミコンの周辺機器『スーパーゲームボーイ』シリーズにも対応しており、プレイすると専用フレームがモニターに表示されるほか攻撃音などの効果音がスーパーファミコン専用の音源になる。なお、スーパーゲームボーイ対応のゲームボーイソフトは本作品が最後となる。
ゲームクリア後に表示されるパスワードを入力することにより、隠し要素が解禁され、モードが増える。

## ストーリー
手にしたものの願いを叶えるというエネルゴン水晶を求め、異次元に入り込み、集結したサイバトロンとデストロンのビースト戦士たち。その力を求めて両軍が水晶にたどり着いた時、謎の声が聞こえた。
「一番強いものにこの力を授けよう」
水晶の力を求めて、両軍の戦いが始まろうとしていた･･･。

## 基本操作とシステム
十字キーとパンチ（B）・キック（A）で構成されている。ボタンを長く押すことにより強攻撃になる。
体力ゲージのほかにBPゲージが存在する。
変身
SELECTボタン。ロボットモード、ビーストモード、もしくはマシンモードへ変身する。
ゲージ溜め　　
十字キー↓+A＋Bを押し続ける。
ハイパーモード
BPゲージFULL時に十字キー↑+A＋B。体が点滅し各能力が上昇する。
ピヨピヨ弾　
十字キー2回↓+A。ヒット時、相手は一定時間行動不能になる。1度の勝負で3回までしか使えない。
激必殺技
体力ゲージ赤orBPゲージFULL時に使用可能。
激烈必殺技
体力ゲージ赤andBPゲージFULL時に使用可能。

## ゲーム内容
シングル
キャラクターを1人選び、闘うモード。難易度によりボスが追加される。
チーム
サイバトロン、デストロンの両軍のどちらかを選び、3VS3の勝ち抜き戦を行うモード。
はやうち
キャラクターを1人選び、闘う。「READY」が消えた瞬間に早くBを押したほうが勝利。
パスワード
隠し要素を解禁できる。
オプション
難易度の変更や漢字表記の有無を設定できる。
おまけ
ミニゲームとプロフィールを閲覧できる。
プロフィール
各キャラクターのプロフィール、必殺技を説明。
せつめい
スタースクリームがゲームモードや操作方法を解説してくれる。

## 登場キャラクター

### サイバトロン
総司令官ライオコンボイ（ビーストモード：ホワイトライオン）
『II』のサイバトロン司令官。水晶の力を守るために闘う。
水中工作員スクーバ（ビーストモード：イカ）
『II』に登場するライオコンボイ部隊の隊員。自然を守るために闘う。激必殺技ではタコタンクが登場。
密林巡査員チータス（ビーストモード：チーター）
『ビーストウォーズ』に登場するコンボイの部下。サイバトロンの司令官になるために闘う。
元祖総司令官コンボイ（ビーストモード：ゴリラ）
『ビーストウォーズ』のサイバトロン司令官。デストロンの野望を止めるために闘う。

### デストロン
破壊大帝ガルバトロン（マシンモード：ドリル戦車）
『II』のデストロン破壊大帝。宇宙征服の野望のために闘う。マシンモードではジャンプできない。激烈必殺技でドラゴンモードに変形する。
破壊公爵メガストーム（マシンモード：M1エイブラムス）
『II』に登場するガルバトロンの弟。兄を超える力を手に入れるために闘う。マシンモードではジャンプできない。
恐竜参謀ガイルダート（ビーストモード：トリケラトプス）
『ビーストウォーズネオ』に登場するデストロン破壊大帝マグマトロンの片腕。闘いを楽しむためだけに闘う。『ネオ』本編とは性格は異なる。
元祖破壊大帝メガトロン（ビーストモード：ティラノザウルス）
『ビーストウォーズ』のデストロン破壊大帝。宇宙征服の野望のために闘う。激必殺技では部下たちが攻撃を行う。

### 隠しキャラクター
あるパスワードを入力する事で使用が可能。
ハイパーボクサー スターアッパー（ビーストモード：カンガルー）
サイバトロン側（『II』の漫画版本編ではサイバトロンやデストロンではない）。『II』の漫画版に登場する宇宙を渡り歩くボクサー。修行のために戦う。
ガイア監視員アルテミス
デストロン側（『II』のアニメ本編ではサイバトロンやデストロンではない）。『II』に登場する惑星ガイアの監視者である少女型アンドロイド。面白そうだから闘う。
ガイア監視員ムーン
『II』に登場する惑星ガイアの監視者であるウサギ型ロボット（アルテミスと同じく、『II』のアニメ本編ではサイバトロンやデストロンではない）。アルテミスと交代で戦う。

## ミニゲーム
パンチでGO!
パンチを連打して、岩の中の水晶を叩き出す。
ガードでGO!
飛んでくる岩をガードで防ぐ。
ガードでGO!2
ガードでGO!と同様だが、一度でもガードを失敗した時点で終了となる。
走れ!ビースト
強制スクロールの中、穴に落ちないように素早く移動する。
戦え!ビースト
縦型のシューティング。
本ミニゲームのみパスワードもしくはコマンドを入力することにより、スタースクリーム、B・B、DJ、スキュウレが使用可能。
シールを作ろう
ポケットプリンタでシールを作れる。

## 関連書籍
- 決闘トランスフォーマー ビーストウォーズ ビースト戦士最強決定戦コンプリートマニュアル - ケイブンシャ、1999年4月30日、ISBN 4-7669-3197-1
ゲームの攻略情報を解説。

## 関連作品
- トランスフォーマー ビーストウォーズメタルス64 - 本作品を64GBパックに挿入してプレイすることにより、様々な特典が追加される。